# Tyrrell 012
El Tyrrell 012 era un coche de Fórmula 1 que fue diseñado por Maurice Philippe para el equipo Tyrrell. Se introdujo para la Temporada 1983 de Fórmula 1, y fue además también utilizado en la Temporada 1984 de Fórmula 1 y las primeras carreras de la temporada siguiente. Era el primer chasis construido por el equipo que era en una mayoría compuesto de fibra de carbono, siguiendo la estela de las escuderías Lotus y McLaren. el coche tenía un esbozo de la versión del Ford Cosworth DFV como motor que había sido anteriormente suministrado al equipo Lotus, después el equipo contrató a Renault para que le suministrara motores turbo. La compañía de ropa Benetton fue el patrocinador del equipo en 1983, lo cual hizo que el gran presupuesto de aquel entonces de Tyrrell se empleara en el desarrollo del coche de manera exitosa. Aunque el coche era ágil y ligero, no podía competir con los coches con motor turbo.

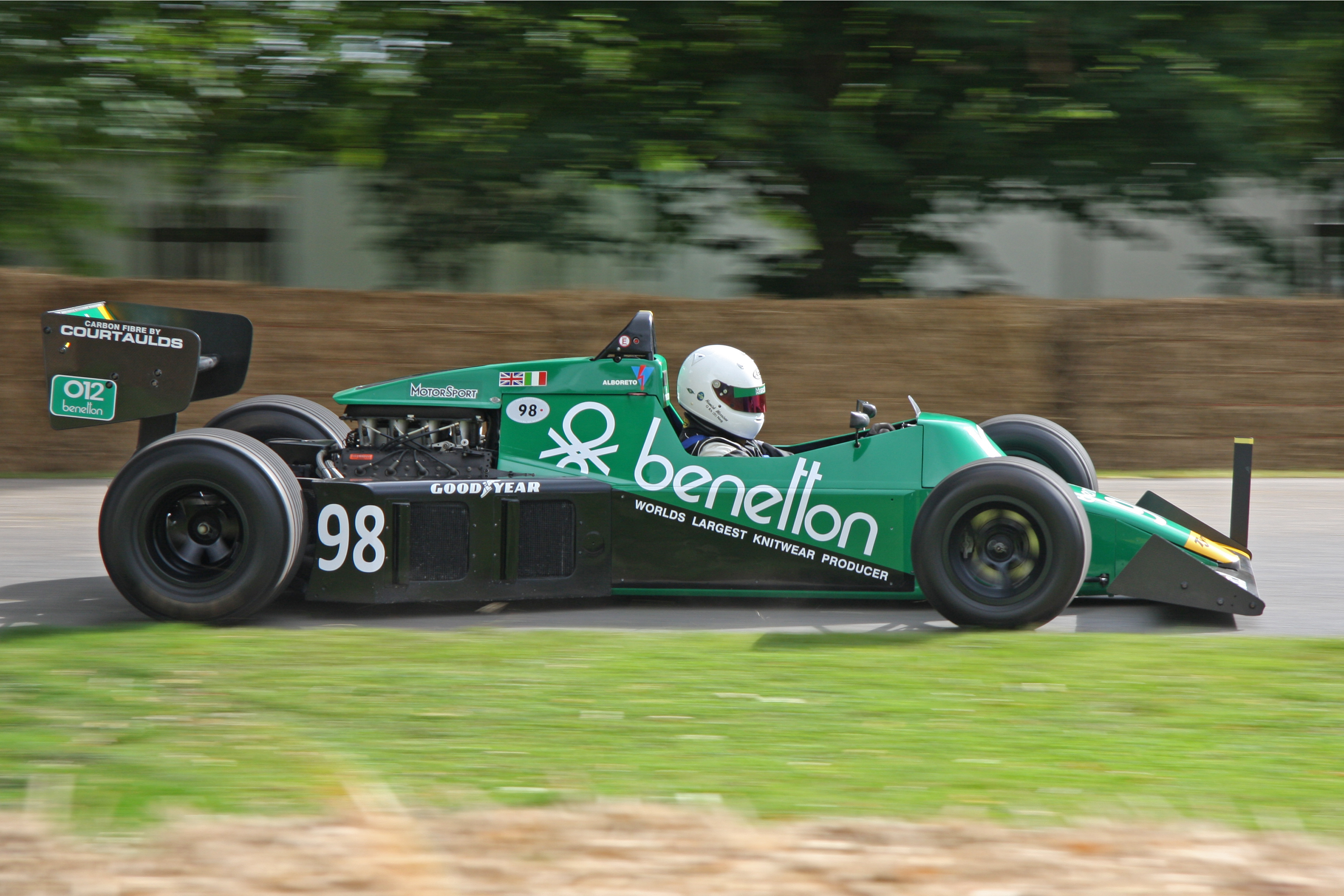
Un Tyrrell 012 de 1983 en exihición en el Goodwood Festival of Speed.

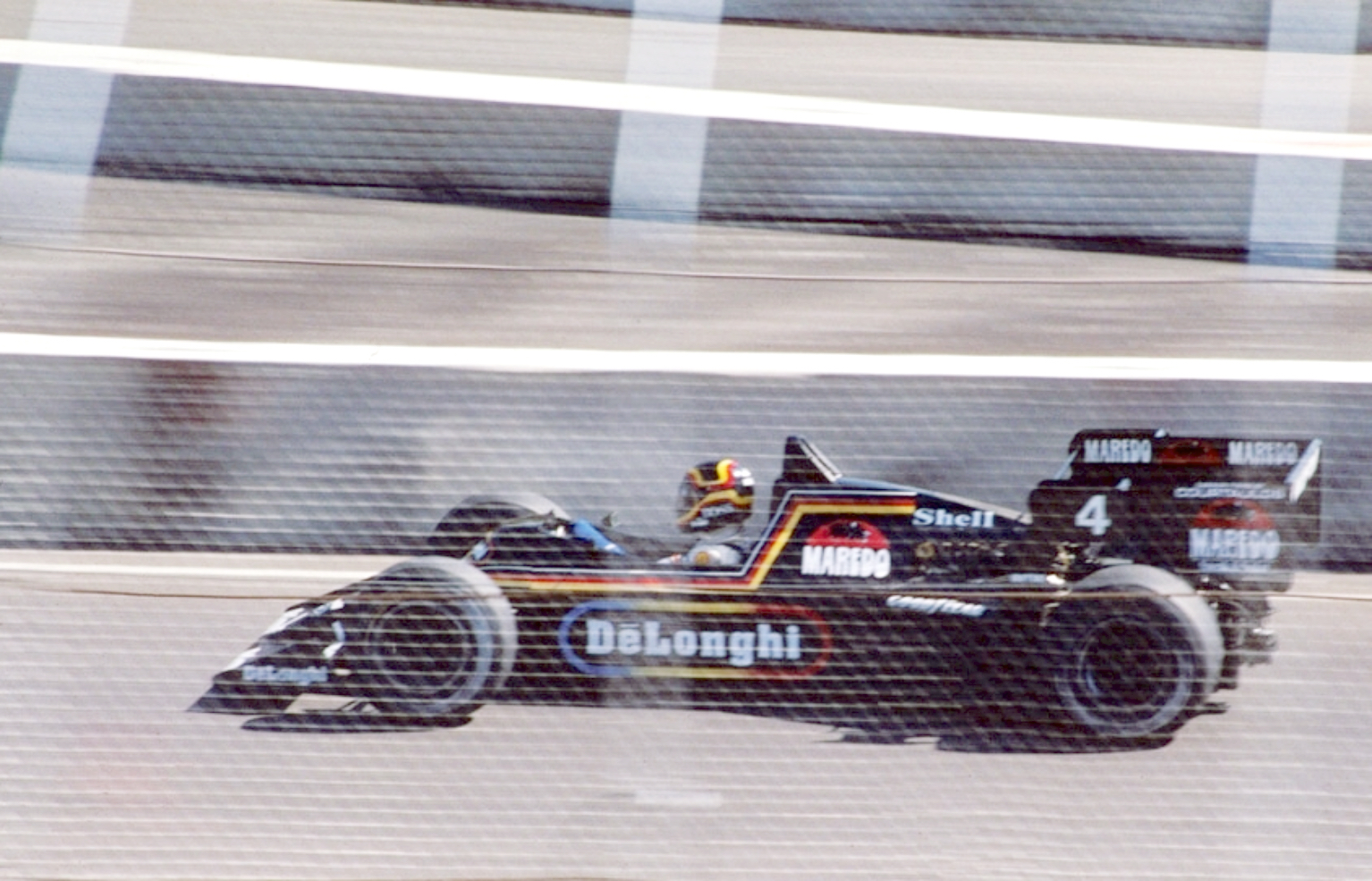
Stefan Bellof en un Tyrrell 012 en el Gran Premio de los Estados Unidos de 1984.

Ken Tyrrell continuó usando a pilotos jóvenes con futuro en su equipo haciendo que sus coches se desarrollaran. Michele Alboreto, en su segundo año en el equipo, consiguió un punto en la primera carrera del coche en el Circuito de Zandvoort.
Para el año 1984, Alboreto se marchó a Ferrari y fue remplazado por Martin Brundle, mientras que Stefan Bellof ocupaba el otro asiento. El 012 era de mejor desarrollado con difusores más pequeños y un alerón trasero más grande para incrementar el downforce. Una nueva versión del DFV se adoptó, el DFY fue suministrado al equipo por Ford. Tyrrell era entonces el único equipo de la parrilla en usar este magnífico motor. Brundle y Bellof lo usarón de manera excelente, consiguiendo situarse de manera cómoda en posiciones de podio, pero después del segundo puesto de Brundle en el Gran Premio de los Estados Unidos de 1984, la FIA descubrió que el equipo había estado corriendo con un peso por debajo de lo permitido, por lo tanto la FIA decidió descalificarles del mundial de pilotos y de constructores.
El 012 fue puesto también en servicio en las primeras carreras de la Temporada 1985 de Fórmula 1, Tyrrell seguía siendo el único equipo que usaba motores atmosféricos lo cual los puso en una preocupante desventaja en cuanto la potencia. A pesar de ello, Bellof llevó al coche a conseguir varios puntos, hasta que el motor Renault turbo fue introducido en escena junto con el nuevo auto, el Tyrrell 014; cuyo chasis iba a ser prácticamente idéntico al de su predecesor. El 012, sin embargo, tiene la distinción de ser el último coche de Fórmula 1 que tenía un motor Cosworth DFV en acción, con Martin Brundle conduciéndolo en el Gran Premio de Austria de 1985.
El coche también fue usado en la fundada Fórmula 3000 Internacional, por el equipo Barron Racing Team en 1985.

## Resultados

### Fórmula 1
(Clave) (negrita indica pole position) (cursiva indica vuelta rápida)

| Año  | Equipo                       | Motor              | Neu | Piloto           | 1   | 2   | 3   | 4   | 5   | 6   | 7   | 8   | 9   | 10  | 11  | 12  | 13  | 14  | 15  | 16  | Puntos | Pos. |
| ---- | ---------------------------- | ------------------ | --- | ---------------- | --- | --- | --- | --- | --- | --- | --- | --- | --- | --- | --- | --- | --- | --- | --- | --- | ------ | ---- |
| 1983 | Benetton Tyrrell Racing Team | Cosworth DFY V8 NA | G   |                  | BRA | USW | FRA | SMR | MON | BEL | USE | CAN | GBR | GER | AUT | NED | ITA | EUR | RSA |     | 12*    | 7.°  |
| 1983 | Benetton Tyrrell Racing Team | Cosworth DFY V8 NA | G   | Michele Alboreto |     |     |     |     |     |     |     |     |     |     | Ret | 6   | Ret | Ret | Ret |     | 12*    | 7.°  |
| 1983 | Benetton Tyrrell Racing Team | Cosworth DFY V8 NA | G   | Danny Sullivan   |     |     |     |     |     |     |     |     |     |     |     |     |     | Ret | 7   |     | 12*    | 7.°  |
| 1984 | Tyrrell Racing Organisation  | Cosworth DFY V8 NA | G   |                  | BRA | RSA | BEL | SMR | FRA | MON | CAN | USE | USA | GBR | GER | AUT | NED | ITA | EUR | POR | 0      | EX   |
| 1984 | Tyrrell Racing Organisation  | Cosworth DFY V8 NA | G   | Martin Brundle   | DSQ | DSQ | DSQ | DSQ | DSQ | DNQ | DSQ | DSQ | DNQ |     |     |     |     |     |     |     | 0      | EX   |
| 1984 | Tyrrell Racing Organisation  | Cosworth DFY V8 NA | G   | Stefan Johansson |     |     |     |     |     |     |     |     |     | DSQ | DSQ | DNQ | DSQ | EX  | EX  | EX  | 0      | EX   |
| 1984 | Tyrrell Racing Organisation  | Cosworth DFY V8 NA | G   | Stefan Bellof    | DSQ | DSQ | DSQ | DSQ | DSQ | DSQ | DSQ | DSQ | DSQ | DSQ |     | EX  | DSQ | EX  | EX  | EX  | 0      | EX   |
| 1984 | Tyrrell Racing Organisation  | Cosworth DFY V8 NA | G   | Mike Thackwell   |     |     |     |     |     |     |     |     |     |     | DNQ |     |     |     |     |     | 0      | EX   |
| 1985 | Tyrrell Racing Organisation  | Cosworth DFY V8 NA | G   |                  | BRA | POR | SMR | MON | CAN | USE | FRA | GBR | GER | AUT | NED | ITA | BEL | EUR | RSA | AUS | 4      | 9.°  |
| 1985 | Tyrrell Racing Organisation  | Cosworth DFY V8 NA | G   | Martin Brundle   | 8   | Ret | 9   | 10  | 12  | Ret |     |     |     |     |     |     |     |     |     |     | 4      | 9.°  |
| 1985 | Tyrrell Racing Organisation  | Cosworth DFY V8 NA | G   | Martin Brundle   |     |     |     |     |     |     |     |     | 10  | DNQ |     |     |     |     |     |     | 4      | 9.°  |
| 1985 | Tyrrell Racing Organisation  | Cosworth DFY V8 NA | G   | Stefan Bellof    |     | 6   | Ret | DNQ | 11  | 4   | 13  | 11  |     |     |     |     |     |     |     |     | 4      | 9.°  |
| 1985 | Tyrrell Racing Organisation  | Cosworth DFY V8 NA | G   | Stefan Johansson | 7   |     |     |     |     |     |     |     |     |     |     |     |     |     |     |     | 4      | 9.°  |

- *1 punto obtenido con el Tyrrell 012. El resto de los puntos fueron obtenidos con el Tyrrell 011.